# Taraszyszki
Taraszyszki (lit. Terešiškės) – wieś na Litwie, w okręgu wileńskim, w rejonie wileńskim, w gminie Mariampol.
Znajduje tu się przystanek kolejowy Taraszyszki, położony na linii Wilno – Stasiły.

## Historia
Pod zaborami dwie wsie Taraszyszki Nowe i Taraszyszki Stare; w II Rzeczypospolitej ponadto zaścianek Taraszyszki.
W XIX i w początkach XX w. położone były w Rosji, w guberni wileńskiej, w powiecie trockim, w gminie Międzyrzecze. Po I wojnie światowej pod administracją polską, w Zarządzie Cywilnym Ziem Wschodnich. W latach 1920–1922 w składzie Litwy Środkowej.
Od 11 kwietnia 1922 leżało w Polsce, w województwie wileńskim, w powiecie wileńsko-trockim, w gminie Soleczniki. W 1931 miejscowości liczyły:
- Taraszyszki Nowe – 77 mieszkańców, zamieszkałych w 10 budynkach,
- Taraszyszki Stare – 210 mieszkańców, zamieszkałych w 29 budynkach,
- zaścianek Taraszyszki – 80 mieszkańców, zamieszkałych w 13 budynkach[2].

Po II wojnie światowej w granicach Związku Sowieckiego. Od 1991 na niepodległej Litwie.